# Jack Abeillé
Jack Abeillé (La Varenne-Saint-Hilaire, 27 maggio 1873 – Parigi, 25 marzo 1939) è stato un illustratore e incisore francese.

## Biografia
Autore di stampe ed illustrazioni satiriche ed umoristiche, partecipò ad esposizioni in Francia e all'estero. Fu uno degli illustratori della Modern-bibliothèque edita da Fayard. Lavorò anche ad alcune novelle di Marcel Prévost.